# Norma Jean Wright
Norma Jean Wright, née à Ripley dans le Tennessee, est une chanteuse américaine, leader vocale de Chic en 1977-1978.

## Biographie
Née dans le Tennessee, elle déménage dans son enfance à Elyria dans l'Ohio, avec sa famille et étudie à l'Ohio State University. Elle commence sa carrière musicale dans un trio féminin nommé The Topettes et participe alors à une tournée avec The Spinners. Elle rejoint Chic en 1977, en devient la chanteuse leader et obtient le succès avec, entre autres, le titre Dance, Dance, Dance (Yowsah, Yowsah, Yowsah) de l'album Chic.
En 1978, elle décide de quitter Chic pour se lancer dans une carrière solo sous le nom de 'Norma Jean. En juillet 1978, elle entre à la 15e place dans le hit R&B Top 20 avec Saturday issu de son premier album, Norma Jean sur le label Bearsville Records, produit par Bernard Edwards et Nile Rodgers, et en janvier 1980, à la 19e place du même classement avec High Society, du même album.
Après ce premier album, elle chante comme choriste de, entre autres, C+C Music Factory, Randy Crawford, Will Downing, Aretha Franklin, Fantasy, Debbie Gibson, Nelson Rangell (en), Luther Vandross, Madonna, Sister Sledge, Nick Scotti (en) ou encore Freddie Jackson. Elle apparaît aussi fréquemment en duo avec Luci Martin, une autre ancienne chanteuse du groupe Chic. 
En 2018, elle devient membre du groupe féminin First Ladies of Disco (en) et sort en mars 2019, avec le groupe, le single Don't Stop Me Now.
Elle est récompensée le 18 septembre 2019 pour sa carrière par le prix Culture News for Lifetime Achievement remis par David Serero et est alors qualifiée de « chanteuse légendaire ».

## Discographie
Avec Chic
- Chic (1977)
- C'est chic (1978)

Avec Sister Sledge
- We Are Family (1979)

Solo
- Norma Jean (album) (en) (1978)
- Dimitri from Paris presents... Le Chic Remix contient un remix de Saturday